# Jim Phelan
James J. "Jim" Phelan (Filadelfia, Pensilvania, 19 de marzo de 1929-Emmitsburg (Maryland), 15 de junio de 2021) fue un jugador y entrenador de baloncesto estadounidense que disputó cuatro partidos en la NBA, y que posteriormente entrenó durante 49 años a la Universidad Mount St. Mary's. Con 1,85 metros de estatura, jugaba en la posición de base.

## Trayectoria deportiva

### Universidad
Jugó durante cuatro temporadas en los Explorers de la Universidad de La Salle, siendo elegido durante tres años consecutivos en el mejor quinteto de la ciudad de Filadelfia. Fue, tras Larry Foust, el segundo jugador de los Explorers en debutar en la NBA.

### Profesional
Fue elegido en la septuegásimo séptima posición del Draft de la NBA de 1951 por Philadelphia Warriors, pero tuvo que cumplir con el servicio militar, no debutando hasta la temporada 1953-54, disputando tan solo cuatro partidos, en los que promedió 0,8 puntos y 1,3 rebotes.

### Entrenador
Tras dejar el baloncesto en activo, regresó a su alma mater donde fue entrenador asistente durante un año, para posteriormente fichar en 1954 como entrenador principal de la Universidad Mount Saint Mary's, donde acabó dirigiendo al equipo durante 49 años, convirtiéndose en el entrenador con más temporadas en activo de la historia.
En ese periodo de tiempo, dirigió al equipo en 1.354 ocasiones, convirtiéndose en el entrenador con más partidos disputados en la historia de todas las divisiones de la NCAA, superando al legendario Clarence Gaines, ganando el campeonato de la División II de la NCAA en 1962, y logrando 830 victorias y 524 derrotas, siendo junto a Bobby Knight, Dean Smith, Adolph Rupp y Mike Krzyzewski uno de los cinco entrenadores en superar las 800 victorias, y el único de todos ellos que no figura todavía en el Basketball Hall of Fame. aunque sí está en el National Collegiate Basketball Hall of Fame desde 2008.

## Estadísticas de su carrera en la NBA

### Temporada regular
| Temporada | Edad | Equipo                | Liga | Pos. | P | TIT | MIN | TC  | TCA | %TC  | 3P | 3PA | %3P | TL  | TLA | %TL  | R.OF. | R.DEF. | REB | ASIS | ROB | TAP | PER | FP  | PTS |
| 1953-54   | 24   | Philadelphia Warriors | NBA  |      | 4 |     | 8.3 | 0.0 | 1.5 | .000 |    |     |     | 0.8 | 1.5 | .500 |       |        | 1.3 | 0.5  |     |     |     | 2.3 | 0.8 |
| Total     |      |                       | NBA  |      | 4 |     | 8.3 | 0.0 | 1.5 | .000 |    |     |     | 0.8 | 1.5 | .500 |       |        | 1.3 | 0.5  |     |     |     | 2.3 | 0.8 |